# Edoardo Torricella
Edoardo Torricella (Milano, 30 maggio 1935) è un regista e attore italiano.

## Biografia
Dopo aver frequentato la Scuola del teatro drammatico (S.T.D.) di Milano, nel 1956 vince una borsa di studio come allievo attore all'Accademia nazionale d'arte drammatica di Roma. Qui conosce Carmelo Bene, suo compagno di corso. Ben presto inizia la carriera d'attore, lavorando in formazioni teatrali di tradizione (Peppino De Filippo, dal 1959 al 1965) e soprattutto d'avanguardia (Carmelo Bene nel 1961-63, prendendo parte nel 1962 alla prima edizione del Pinocchio; poi Carlo Quartucci dal 1965, anche alla Biennale di Venezia e in Rai). Nel 1967 ha preso parte al Convegno di Ivrea sul Nuovo Teatro.
È stato protagonista di Atti degli apostoli di Roberto Rossellini nel ruolo di san Paolo e del film Don Milani di Ivan Angeli prodotto dall'Italnoleggio Cinematografico; inoltre ha partecipato a film con la regia di Fellini (Giulietta degli Spiriti), Bellocchio (Nel nome del padre) e non solo, a commedie e sceneggiati televisivi (sin dal 1958: regie di Bolchi, Squarzina, Giordani, Castellani, Amico) e, come voce recitante, a diverse opere e concerti Rai.
Dal 1968 e per cinquant'anni ha diretto la "Compagnia Teatrale Il Gruppo" di Roma, da lui stesso fondata. Sul fronte della ricerca, in via sperimentale dal 1962 (con alcuni spettacoli al Teatro Laboratorio lasciatogli da Carmelo Bene), e poi perfezionandolo come metodo dal 1968 (con più di trenta recite al Teatro Centouno datogli da Antonio Calenda e Gigi Proietti), ha proposto un tipo di teatro giocoso e improvvisato, il Teatro del Nonsenso, salutato dalla stampa come importante novità e portato nel circuito ETI della Sperimentazione e all'estero. I suoi lavori teatrali (come gli spettacoli di poesia su Evtušenko, Ginsberg e autori Beat, oppure le letture del Vangelo Esseno della Pace, sconosciuto documento del III secolo) sono stati realizzati anche in luoghi non convenzionali nell'intento di coinvolgere nuovi pubblici.
Come regista cinematografico ha realizzato (scritto, diretto e interpretato) nel 1975 il film sperimentale La Vita Nova. Numerose le sue regie teatrali e radiofoniche (un centinaio circa); queste ultime di sceneggiati e radiodrammi per la Rai, anche su testi propri, che sono stati tradotti e trasmessi da emittenti nazionali e straniere (tedesche, polacche, svedesi, svizzere, ecc.). Nel 1981 ha partecipato al Prix Italia della Rai con un testo da lui scritto e diretto, con musiche originali di Salvatore Sciarrino.
Dal 1984 e per trentaquattro anni, con la "Compagnia Teatrale Il Gruppo", ha svolto una ricerca teatrale per il territorio decentrato di Roma, presentando spettacoli, musical, recital, happening (Grande Città, Giulietta e Romeo e Amleto da Shakespeare, rappresentazioni di testi del Futurismo, ecc.) anche all'aperto e in siti archeologici come Tuscolo o Veio; e nell'aprile 1991 ha inaugurato un nuovo teatro decentrato: il Teatro Tor Bella Monaca. Tra le sue esperienze di ricerca si ricordano inoltre rappresentazioni di "Teatro Aereo" in un campo di volo alla periferia di Roma, con mezzi aerei e attori recitanti sia a terra che in volo.
Dal 1996 e per quindici anni ha cercato di attivare attraverso le Ottobrate a Gabii – Visite guidate con eventi di spettacolo in costume e Archeologo un teatro romano del II secolo a.C. tuttora interrato, nell'antica Città di Gabii sulla via Prenestina Nuova (nel 2018 verrà realizzato Un Mistero Gabino, cortometraggio con la partecipazione dell'archeologo Lorenzo Quilici presentato in diverse rassegne cinematografiche).
I Laboratori di Attivazione Teatrale che ha condotto per diverse istituzioni e nei più vari contesti hanno coinvolto, negli anni, oltre novecento persone, perlopiù giovani, impegnate in un gran numero di saggi e spettacoli.
Nel 2008 la "Compagnia Teatrale Il Gruppo" ha ottenuto la targa d'argento dal Presidente della Repubblica. Il 28 luglio 2023, su proposta della Presidenza del Consiglio dei ministri, a Edoardo Torricella è stato attribuito l'assegno vitalizio previsto dalla legge Bacchelli.

## Prosa televisiva Rai
- La cocuzza, di Giuseppe Cassieri, regia di Carlo Lodovici, trasmessa il 19 febbraio 1963.
- Il conte di Montecristo, sceneggiato televisivo diretto da Edmo Fenoglio, 1966.
- Delirio a due, regia di Vittorio Cottafavi, trasmessa il 28 ottobre 1967.

## Filmografia

### Cinema
- Giulietta degli spiriti, regia di Federico Fellini (1965)
- I quattro dell'Ave Maria, regia di Giuseppe Colizzi (1968)
- Il ragazzo dagli occhi chiari, regia di Emilio Masini (1970)
- Nel nome del padre, regia di Marco Bellocchio (1972)
- Il tempo dell'inizio, regia di Luigi Di Gianni (1974)
- La vita nova, regia di Edoardo Torricella (1974)
- Don Milani, regia di Ivan Angeli (1976)

### Televisione
- La sconfitta di Trotsky, regia di Marco Leto - film TV (1967)
- Atti degli apostoli, regia di Roberto Rossellini - miniserie TV (1969)
- Le affinità elettive, regia di Gianni Amico - miniserie TV (1979)
- Nemici per la pelle, regia di Kikka Mauri Cerrato - serie TV (1980)

## Doppiatori italiani
- Pino Locchi in Atti degli apostoli

## Autore di prosa
Ha scritto radiodrammi per la Rai, testi originali e adattamenti per il teatro e la televisione. Tra questi si ricordano:
- La voce dell'inferno, radiodramma presentato al Premio Italia, con musiche originali di Salvatore Sciarrino
- Domestici ma non troppo, 13 trasmissioni radiofoniche insieme a Silvano Ambrogi
- Nonsense - Roma, Teatro Laboratorio di Carmelo Bene
- Libertà (da Evgenij Aleksandrovič Evtušenko), adattamento scenico - Roma, Teatro Centrale
- Grande Città, musical sulla emancipazione dalle realtà decentrate
- L'anello al naso, trasmissione televisiva a puntate